# 淄青節度使
淄青節度使，全稱淄青平盧節度使，是唐朝在今山東地區設置的節度使，762年—819年和882年—903年割據山東。

## 成立
天寶十四載（755年），安史之亂爆發，駐守營州（遼寧朝陽）的平盧節度使徐歸道的裨將侯希逸，不願叛唐，遂與安東都護王玄志襲殺徐歸道，歸順朝廷。乾元元年（758年），平盧節度使王玄志病死，部將李懷玉殺王玄誌之子，推大將侯希逸為節度使，朝廷勉強同意。上元二年（761年），侯希逸見平盧難守，南下山東，攻陷青州。寶應元年（762年）五月，以平定安史之亂功封平盧、淄青二鎮節度使，統領青、淄（治今山東淄川）、齊（治今山東濟南市）、沂（治山東臨沂）、密（治今山東諸城）、海（治今江蘇連雲港西南海州鎮）之州。

## 李氏割據
永泰元年（765年），侯希逸外出打獵，軍士閉門不納，推舉兵馬使李懷玉為帥，希逸只好奔歸長安，唐朝任命李懷玉為平盧、淄青節度使，受賜名李正己。
大歷十年（775年），田承嗣攻陷相州（今河南安陽市），李正己上表討之，並聯合成德節度使李寶臣、幽州節度使朱滔、河東節度使薛兼訓等八道兵馬會攻田承嗣，五月十五日，李正己部攻占德州（今山東陵縣），九月，李寶臣和李正己在棗強會兵，進圍貝州（今河北清河西北）。田承嗣見勢不妙，暗中勾結李正己，於是李正己按兵不動。河南諸道兵亦不敢進攻。是年十二月，田承嗣上表稱罪，事遂不了了之。大歷十二年（777年），汴宋節度使李靈曜叛變，李正己乘機佔領曹、濮、徐、兗、鄆州等五州，加原有淄青等十州，共有十五州，將首府遷至鄆州（今山東東平東北），諸割據藩鎮中實力最堅強。
建中二年（781年）李正己病死，其子李納封鎖消息，自領軍政。八月始發喪，請襲父位，唐德宗不許。李納派高彥昭守濮陽。十月，李納攻打宋州（今河南商丘縣），遣其將王溫會同魏博將信都承慶共攻徐州（治彭城，今江蘇徐州市），徐州刺史李洧率兵抵抗，朝廷命宣武節度劉洽（劉玄佐）與神策將曲環增援李洧，大敗之，打通東南漕運。高彥昭投降劉洽後，李納一怒之下，將彥昭的妻子全部殺害。李納為劉洽所圍困，乃登城見劉洽，請求自新。宦官宋鳳朝說李納窮蹙，不必再給機會。於是李納突圍，退回鄆州。朱滔再遣兵馬使承慶等前去救援李納，擊敗劉洽。劉洽退守濮陽。
建中三年（782年）底，朱滔自稱冀王，魏博田悅稱魏王，成德王武俊稱趙王，李納稱齊王，四鎮歃血為盟，以朱滔為盟主。朝廷命令淮西節度使李希烈兼平盧淄青節度使，專討李納。李希烈乘機率所部三萬人移居許州（治長社，今河南許昌市）。李希烈未討伐李納，反而暗中和李納勾結，與河北三鎮來往頻繁，自稱建興王。興元初年（784年），皇帝下詔，招撫李納，恢復平盧節度使，授檢校工部尚書，又同中書門下平章事，封隴西郡王。貞元八年（792年）李納卒，其子李師古襲位。
李師古掌權時，專橫暴戾，但因畏憚朝中宰相杜黃裳，“終身不敢失節。”李師古欣賞張籍，欲徵辟為幕僚，張籍作《節婦吟》委婉拒絕。又重用高沐、李公度等人，境內和平。元和元年（806年）閏五月一日，師古病死，臨死前召親近高沐、李公度等曰：“即我不諱，欲以誰嗣？”二人無言以對。師古又說：“豈以人情屬師道邪？彼不服戎，以技自尚，慮覆吾宗，公等審計之。”李師古死後，李公度密不發喪，李師道在密州（今山東諸城），為李師古家奴密迎得立，任平盧淄青節度使。元和十年（815年）六月三日拂曉，派刺客殺武元衡于靖安坊東門。又襲殺御史中丞裴度，裴度墮入溝中得活。
元和十二年（817年），李愬討平淮西節度使吳元濟。元和十三年（818年）李師道、王承宗聞吳元濟敗，大懼，數次上表請赦元濟，朝廷不准。元和十三年（818年）秋，“下制罪狀李師道，令宣武、魏博、義成、武寧、橫海兵共討之”，朝廷挾討平淮西之聲威，發五道兵討淄青，韓弘“自將兵擊李師道，圍曹州（今山東菏澤）”，鄭權破淄青兵於齊州，田弘正破淄青兵於東河。李師道大將劉悟在潭趙駐營，李師道多次催其出戰。元和十四年（819年）二月，劉悟深夜發動兵變，率兵趨至鄆城西門，士兵砍下李師道父子首級，傳首京師。

## 分割
李師道滅亡後，淄青節度使一分為三。鄆、曹、濮三州為天平節度使，淄、青、齊、登、萊五州仍為淄青平盧節度使，沂、海、兗、密四州為泰宁節度使。819年到882年，淄青平盧節度使基本上成為聽命於中央的節度使。黃巢之亂後，882年，王敬武、王師範父子逐安師儒，又據淄青割據，903年，為朱溫所滅。
後晉開運元年（944年），平盧軍節度使廢，原轄各州直屬中央。遼入主中原後，在大同元年（947年）正月復設平盧軍節度使，任命楊承信為節度使。未久為後漢所據。同年六月，後漢復置平盧軍節度使，轄青、登、萊、淄四州。

## 歷代節度使
- 侯希逸（758-765年）
- 李正己（765-781年）
- 李納（781-792年）
- 李師古（792-806年）
- 李恪（806年，虚领）
- 李師道（806-819年）
- 薛平（819-825年）
- 康志睦（825-831年）
- 王承元（831-833年）
- 嚴休復（833-834年）
- 王彥威（835-836年）
- 陳君賞（836-839年）
- 韋長（839-840年）
- 乌汉贞（841-842年）
- 李玭（843-844年）
- 崔蠡（845-846年）
- 郑光（847-849年）
- 鄭涓 （850年）
- 孫範 （850-852年）
- 韦博 （852-855年）
- 李琢 （855-858年）
- 令狐緒（858-859年）
- 韋澳（859-861年）
- 封敖 （861-862年）
- 崔執柔（863-865年）
- 李璲（咸通年间）
- 於涓（870-872年）
- 宋威（873-878年）
- 曾元裕 （878年）
- 楊損 （878-879年）
- 安師儒（879-882年）
- 王敬武（882-889年）
- 王師範（891-905年）
- 崔安潛（889-891年，未实际就任）
- 朱瑾（902-905年）（905年-918年在吴国遙領）
- 李振（905年）
- 王重師（905年—906年）
- 韓建（906年—912年）
- 賀德倫（910年—913年）
- 張萬進（913年—914年）
- 袁象先（914年）
- 賀德倫（914年—915年）
- 元湘（916年—917年）
- 赵穀（918年—918年）
- 朱珪（918年—918年）
- 戴思远（923年—924年）
- 符習（924年—926年）
- 霍彦威（926年—928年）
- 王建立（928年—930年）
- 王晏球（930年—932年）
- 房知溫（932年—936年）
- 王建立（936年—940年）
- 楊光遠（940年—944年）
- 楊承信（947年）
- 劉銖（947年—950年）
- 符彦卿（950年—952年）
- 王峻（953年）
- 常思（953年—954年）
- 李洪義（954年—958年）
- 安審琦（958年—959年）
- 刘熙古（960年）
- 郭崇（960年—965年）
- 张全操（969年—971年）
- 赵延进（975年—977年）

## 轄區

### 前期
- 青州（治今山東青州市），762年—777年、784年—788年首府
- 淄州（治今山東淄川）
- 齊州（治今山東濟南市）
- 沂州（治山東臨沂）
- 密州（治今山東諸城）
- 海州（治今江蘇連雲港西南海州鎮）
- 登州（治今山東蓬萊）
- 萊州（治今山東萊州市）
- 曹州（治今山東菏澤）
- 濮州（治今山東鄄城）
- 兗州（治今山東兗州市）
- 鄆州（治今山東東平），777年—784年、788年—819年首府

#### 短期暫領
- 德州（治今山東陵縣）
- 棣州（治今山東濱州）
- 徐州（治今江蘇徐州市）

### 分割後
- 青州，首府
- 淄州
- 齊州
- 登州
- 萊州
- 棣州（828年增）

### 五代
- 青州，首府
  - 下轄7縣：益都縣（郭縣）、臨淄縣、博興縣（舊稱博昌縣，923年改名）、壽光縣、千乘縣、臨朐縣、北海縣
- 淄州
  - 下轄4縣：淄川縣（郭縣）、長山縣、高苑縣、鄒平縣
- 登州
  - 下轄4縣：蓬萊縣（郭縣）、牟平縣、文登縣、黃縣
- 萊州
  - 下轄4縣：掖縣（郭縣）、萊陽縣（舊稱昌陽縣，923年改名）、即墨縣、膠水縣
- 棣州（918年別屬天平軍節度使）